# Material (Betriebswirtschaft)
Material (aus lateinisch materia, „Stoff“) ist in der Betriebswirtschaftslehre und speziell in der Materialwirtschaft der Sammelbegriff für stoffliche Produktionsfaktoren, die im Produktionsprozess zur Produktion von Gütern oder Dienstleistungen verwendet werden.
Der Materialbegriff steht häufig im Kontext von „Arbeit“ und „Verrichtungen“, wie es in Worten wie „Arbeitsmaterial“ oder „Büromaterial“ deutlich wird. Mit „Material“ werden nicht nur stoffliche Gegenstände bezeichnet, sondern es kann sich auch wie bei „Filmmaterial“ verselbständigen und Bilder auf einem belichteten Film bezeichnen.
In Unternehmen werden verschiedene Materialarten unmittelbar oder mittelbar für die Produktion eingesetzt, die auch als Transformation von Material in Endprodukte definiert werden kann. Materialarten gehören zu den (materiellen) Produktionsfaktoren, wobei ein Teil des Materials zu den Potentialfaktoren und der andere Teil zu den Repetierfaktoren gezählt wird. Die Zugehörigkeit des Materials hängt davon ab, ob Material für längere Zeit zum Gebrauch in der Produktion zur Verfügung steht (Potentialfaktoren) oder ob es durch Verbrauch oder physikalische bzw. chemische Umwandlung in einem einzigen Produktionsprozess materiell untergeht und für einen weiteren Produktionsprozess erneut beschafft werden muss (Repetierfaktoren). Der Verbrauch von Material im Produktionsprozess löst Materialkosten aus, die in der betrieblichen Kostenstruktur neben den Personalkosten die wichtigste Kostenart darstellen.

## Arten
Wichtigste Materialart ist das Fertigungsmaterial. Es ist jenes Material, das direkt in das herzustellende Produkt eingeht und zu dessen Hauptbestandteil wird, unabhängig davon, ob es im Produkt noch sichtbar ist oder durch den Verarbeitungsprozess untergegangen ist. Zum Fertigungsmaterial gehören sämtliche Werkstoffe (Roh-, Betriebs- und Hilfsstoffe) sowie Vorleistungsgüter (Bauteile, Halbfabrikate, Zwischenprodukte), die im Produktionsprozess zum Einsatz kommen. Kostenträger sind die hergestellten Produkte oder Dienstleistungen.
Energie gehört neben den Werkstoffen zu den Repetierfaktoren. Sie geht in Form von Dampf, Gas, Strom oder Wasser zwar nicht direkt in ein Produkt ein, wird jedoch im Produktionsprozess verbraucht und löst dabei Energiekosten aus. Auch wenn Energie zu den Immaterialgütern gehört, ist ihre Materialität im Produktionsprozess als Betriebsstoff unumstritten.
Büromaterial dient der Büroarbeit in der Verwaltung und damit nur mittelbar dem Produktionsprozess zu dessen Aufrechterhaltung wie auch Ersatzteile oder Reparaturmaterial. Büromaterial gehört zu den Betriebsstoffen, wobei ein Teil wiederum Potenzialfaktoren darstellt (etwa Kugelschreiber) und der restliche Teil zu den Repetierfaktoren gehört (etwa Geschäftsbriefe).

## Betriebswirtschaftliche Aspekte
Die Materialflüsse in der Produktion gemäß Produktionstheorie und die Materialflüsse in der Materialwirtschaft (einer anderen Disziplin der Betriebswirtschaftslehre) müssen keineswegs zueinander synchron sein, da etwa in der Regel das Beschaffungswesen eines Produktionsbetriebs die Beschaffungsvorgänge völlig anders plant und vorantreibt als Produktionsprozesse nachher real ablaufen. Nur bei der Just-in-time-Produktion besteht hier eine optimale Synchronität. Die Art und Weise, wie Beschaffungsvorgänge geplant und vorangetrieben werden, hängt wesentlich von der Verlässlichkeit einzelner Zulieferketten ab. Der Vorlauf zur Beschaffung eines bestimmten Rohmaterials, Halbzeugs, Hilfs- oder Betriebsstoffs kann daher in der betrieblichen Praxis – je nach Verlässlichkeit der Zulieferkette – völlig unterschiedlich geartet sein. In weltwirtschaftlich unruhigen Zeiten bleiben Beschaffungsprinzipien wie Just-in-Time- oder Just-in-Sequence nur eingeschränkt umsetzbar; eine näherungsweise Synchronität zwischen Produktion und Materialwirtschaft bleibt dann ein anzustrebendes Optimierungsziel.

## Typen von Stoffen und Materialien des Materialeinsatzes in einem Unternehmen
Gehen Materialien in die Produkte ein, werden rechtlich also zu wesentlichen Bestandteilen eines Produkts, so werden sie auch Erzeugnisstoffe genannt. Da Materialien verbraucht werden, müssen sie zwecks Fortsetzung des Produktionsprozesses neu beschafft werden. Zu diesen Materialien gehören neben Rohstoffen und Werkstoffen auch Halbzeuge, Bauteile und Baugruppen, aber auch Hilfsstoffe (wie Schmierstoffe und Verpackungsmaterial) und Betriebsstoffe (wie Treibstoffe oder Büromaterialien).

## Betriebliche Funktion
Der allgemeine Begriff „Material“ wird meist als Bestandteil zusammengesetzter Fachbegriffe wie Materialbedarf, -wirtschaft oder -fluss verwendet. Diese betrieblichen Funktionen befassen sich mit der Planung, Beschaffung, dem Management und dem störungsfreien Einsatz von Materialien.

## Materialkosten
Diese Kostenart bezeichnet in der Kostenrechnung einen Aufwandsposten (§ 275 Abs. 2 Nr. 5 HGB für das Gesamtkostenverfahren), der den Verbrauch von Material für den betrieblichen Produktionsprozess berücksichtigt. Bei diesen Materialkosten unterscheidet man zwischen Materialeinzelkosten und Materialgemeinkosten, also den Kosten des speziell für die Produktion bestimmten Materials und den Umlagekosten, welche für die allgemeine Aufrechterhaltung des Produktionsbetriebes (wie z. B. Verwaltungskosten, Kosten für Hilfs- und Betriebsstoffe, Kosten von betriebsvermögensrelevanten Verbindlichkeiten (etwa die Tilgung von Krediten für angeschaffte Maschinen, Betriebsgrundstücke, Produktionshallen, Räumlichkeiten für die Verwaltung) usw.) auf das Material aufgeschlagen werden müssen. Die genaue Zuordnung ist branchenspezifisch unterschiedlich.

## Unterscheidung von Materialklassen
Die zentralen, für die Produktion typischen und dominierenden Materialklassen (Primärmaterial) eines Unternehmens dienen auch der Klassifikation von Branchen an sich, so spricht man von Metallverarbeitung (mit seinen Unterbranchen Eisen und Stahl oder Buntmetall), Holzverarbeitung oder Baustoffindustrie, je nach Produktgruppe. Das übrige Material heißt Sekundärmaterial.
BeispielMaterialklasse Kunststoff
Bevor ein Kunststoff in der betrieblichen Produktion zum Einsatz kommen kann, muss dieser entweder aus Naturstoffen gewonnen oder aus chemischen Grundstoffen in Form einer Vernetzung von Monomeren zu einem Polymer synthetisiert worden sein. In letzterem Fall werden synthetische Polymere durch Kettenpolymerisation, Polyaddition oder Polykondensation aus Monomeren oder Prepolymeren erzeugt. Bei der Herstellung werden Weichmacher, Stabilisatoren, Füllstoffe, Verstärkungsstoffe und Farbmittel zugegeben, durch deren Zusammensetzung gewünschte spezifische Werkstoffeigenschaften des „Werkstoffs“ Kunststoff gezielt herbeigeführt werden.
Mit Hilfe eines weiteren Verfahrensschrittes, der aus betriebswirtschaftlicher Sicht sogenannten „Verarbeitung in der betrieblichen Produktion“ und aus werkstofflicher Sicht sogenannten „Kunststoffverarbeitung“, werden dann Werkstücke aus Kunststoff hergestellt.